# Џон Леџенд
Џон Роџер Стивенс (енгл. John Roger Stephens; Спрингфилд, 28. децембар 1978), познат као Џон Леџенд (енгл. John Legend), амерички је певач, текстописац и пијаниста. Сматра се једним од најбољих мушких вокала данашњице. Добитник је награда Еми, Греми, Оскар и Тони.

## Биографија
Рођен је 28. децембра 1979. у афроамеричкој породици у Спрингфилду. Најстарији је од четворо деце. Изјавио је да су му родитељи у прошлости били разведени неко време. Мајка га је образовала код куће. Са четири године је почео да свира клавир. Због свог академског талента је прескочио два разреда. Са 16 година је уписао Универзитет Пенсилваније у Филаделфији.
Године 2006. упознао је манекенку Криси Тајген на снимању спота за своју песму Stereo. Верили су се у децембру 2011. године, а потом венчали 14. септембра 2014. у Кому. Своју песму All of Me посветио је својој супрузи. Имају четворо деце.

## Дискографија
Студијски албуми
- (2004)
- (2006)
- (2008)
- (2013)
- (2016)
- (2020)
- (2022)
- (2024)